# Blodsband (film, 1998)
Blodsband (engelska: Hush) är en amerikansk thriller från 1998. Filmen hade biopremiär i USA den 6 mars 1998, samt i Sverige den 7 augusti 1998. Filmen är regisserad av Jonathan Darby, som även har skrivit manus tillsammans med Jane Rusconi. Filmens två huvudroller spelas av Jessica Lange och Gwyneth Paltrow.

## Handling
Filmen handlar inledningsvis om en ung kvinna vid namn Helen Baring, som efter att ha blivit gravid och gift sig med sitt livs stora kärlek Jackson, lämnar storstadslivet i New York och flyttar till makens barndomshem Kilronan, beläget på landsbygden i Kentucky. Men när Helen och Jackson väl har flyttat in på gården, börjar Jacksons mamma, Martha (som också bor på gården), att bete sig väldigt konstigt. Och det ska senare visa sig, att anledningen till hennes konstiga beteende, är för att hon vill vara den enda kvinnan i sin sons liv...

## Rollista
- Jessica Lange – Martha Baring
- Gwyneth Paltrow – Helen Baring
- Johnathon Schaech – Jackson Baring
- Nina Foch – Alice Baring (Jacksons farmor)
- Hal Holbrook – dr. Franklin Hill
- Debi Mazar – Lisa
- Kaiulani Lee – syster O'Shaughnessy
- David Thornton – Gavin
- Richard Lineback – Hal Bentall